# Прикаспійська нафтогазоносна провінція

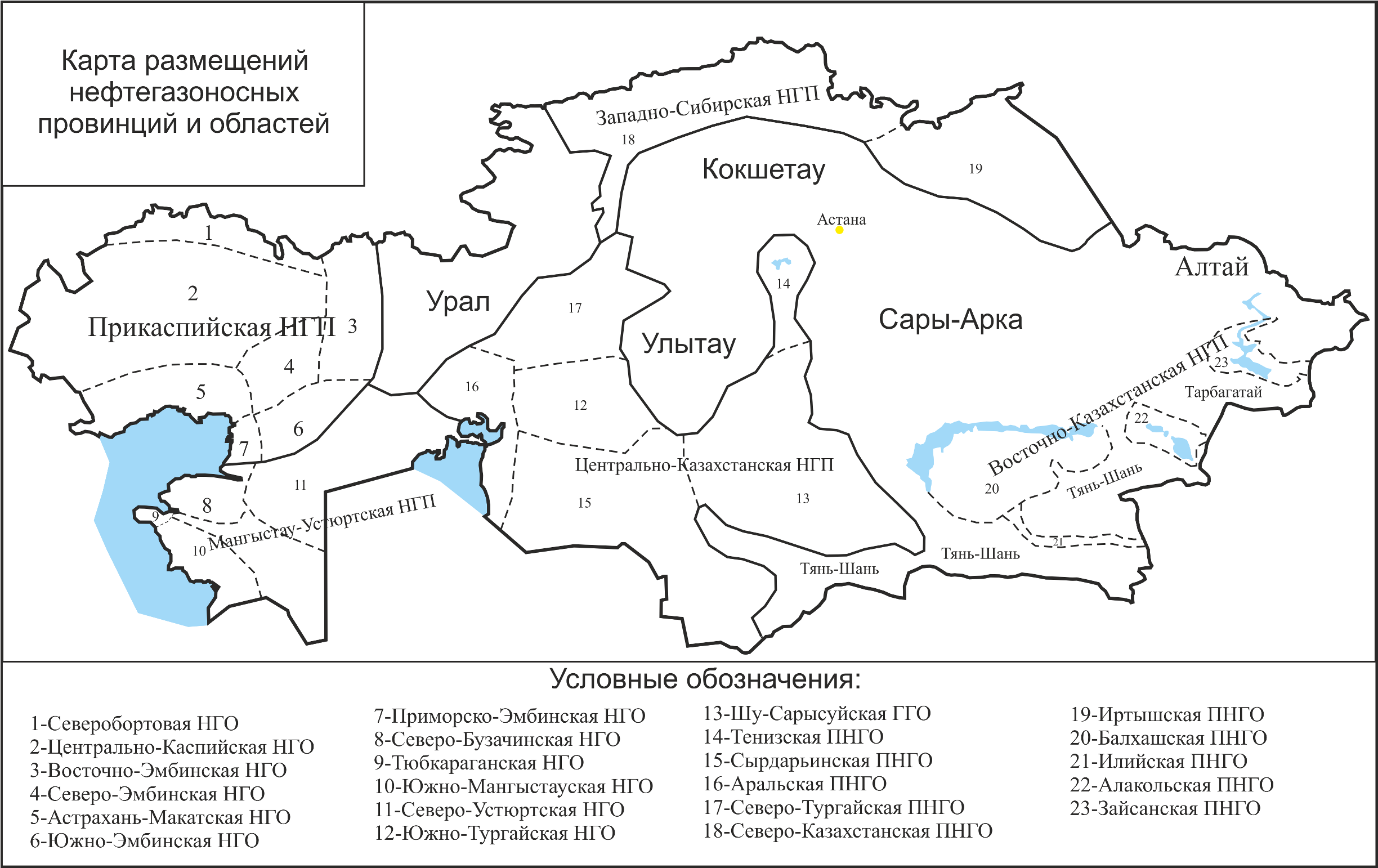

Прикаспійська нафтогазоносна провінція — розташована в межах Уральської, Гур'євської, Мангишлацької та Актюбинської областей Казахстану, Саратовської та Астраханської областей Росії.
Площа 500 тис. км²; 104 родовища.

## Деякі родовища
- Астраханське газоконденсатне родовище
- Бахарське газоконденсатонафтове родовище